# مارك دين
مارك دين (بالإنجليزية: Mark Dean) هو سباح أمريكي، ولد في 13 أكتوبر 1967 في روكفورد في الولايات المتحدة.

## وصلات خارجية
- مارك دين على موقع الاتحاد الدولي للسباحة (الإنجليزية)
- مارك دين على موقع أوليمبيديا (الإنجليزية)